# Bosut
Bosut (cyr. Босут) – rzeka w Chorwacji i Serbii. Jej długość wynosi 186 km, z czego po stronie chorwackiej 151 km.
Jest dopływem Sawy, do której wpada w serbskiej wsi Bosut. Krainy historyczne, przez które płynie, to wschodnia Slawonia i zachodni Srem. W Vinkovci na rzece wzniesiono tamę. Gatunki ryb obecne w rzece to: sum pospolity, karp i szczupak pospolity.